# Gilroy Roberts
Pour les articles homonymes, voir Roberts.
Gilroy Roberts (11 mars 1905, Philadelphie - 26 janvier 1992, Havertown, Pennsylvanie) est un sculpteur, graveur et concepteur de médailles et de pièces de monnaie qui a été le neuvième graveur en chef de la Monnaie des États-Unis de 1948 à 1964.
Sa marque de graveur, qu'il appose sur les monnaies et médailles de sa création, est « GR ».

## Biographie
Gilroy Roberts naît le 11 mars 1905 à Philadelphie, fils de John Taylor Roberts (1978-1922) et de Blanch Dawson Gilroy (1872-1954). Dès son plus jeune âge, il est en contact avec l'art, son père étant également sculpteur professionnel. Cela lui permet d'apprendre à sculpter dès son enfance. À l'adolescence, il perfectionne sa technique en suivant des cours du soir avec un sculpteur nommé Paul Rémy alors qu'il est au lycée.
En 1936, une étape très notable vers sa professionnalisation a lieu lorsque Roberts postule pour rejoindre la Monnaie des États-Unis en tant que graveur et assistant graveur. Sa demande est acceptée, mais de son plein gré, il quitte la Monnaie après un an et demi de travail et va occuper un poste de titulaire au Bureau de gravure et d'impression, à Washington, où les billets de banque et les articles postaux des timbres sont imprimés. Dans cette institution, il devient connu pour la conception de portraits pour des personnages tels que Stephen Foster, Eli Whitney ou Ralph Waldo Emerson,,.
Entre 1939 et 1943, il poursuit sa formation à l'école de la Corcoran Art Gallery, dans la ville de Washington.
Le 1er mai 1944, il réintègre la Monnaie en tant que graveur adjoint principal, dans l'équipe du graveur en chef de l'époque, John R. Sinnock. Après quelques années de travail ensemble, la santé de Sinnock en pâtit et il meurt en 1947, alors qu'il est en train de terminer une pièce d'un demi-dollar avec le buste de Benjamin Franklin ; l'avers est terminé, mais pas le revers, et Roberts doit entreprendre le point culminant du dessin et de la gravure de la traditionnelle cloche de la liberté qui la caractérise,,.
Après la mort de Sinnock, le président américain de l'époque, Harry Truman, nomme Gilroy Roberts comme son successeur en tant que graveur en chef de la Monnaie américaine le 22 juillet 1948. Au cours des 16 années où il occupe ce poste, il est responsable de la frappe de diverses médailles présidentielles, telles que celles de Harry Truman, Dwight Eisenhower, John F. Kennedy et Lyndon Johnson. À cette époque, la Monnaie américaine reçoit des commandes pour la conception et la frappe de pièces de monnaie pour d'autres pays, travail que Roberts lui-même entreprend dans de nombreux cas. Parmi ces pays figurent la Colombie, le Danemark (pour le Groenland), Cuba, l'Éthiopie, Haïti, le Libéria, le Liban, El Salvador et l'Uruguay,.
Après lui, Frank Gasparro est nommé graveur en chef de la Monnaie.

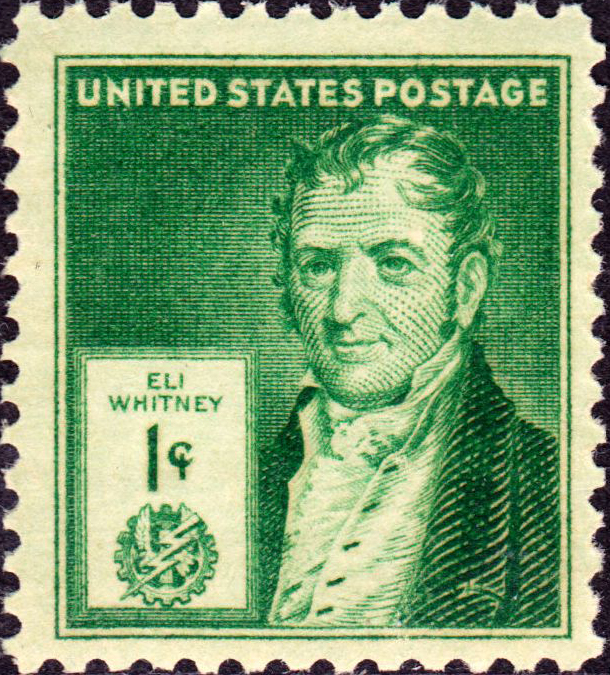
Timbre de 1940, Eli Whitney.
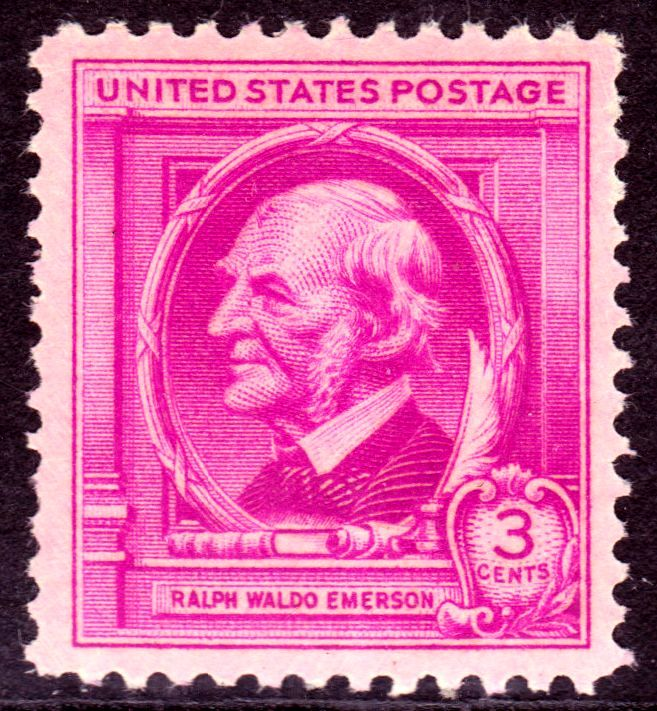
Timbre de 1940, Ralph W. Emerson.
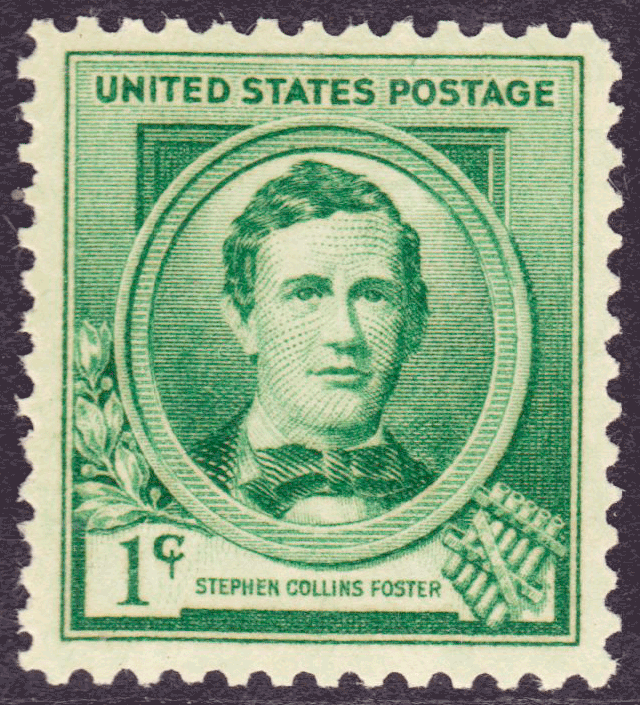
Timbre avec buste de Stephen Foster (1940).
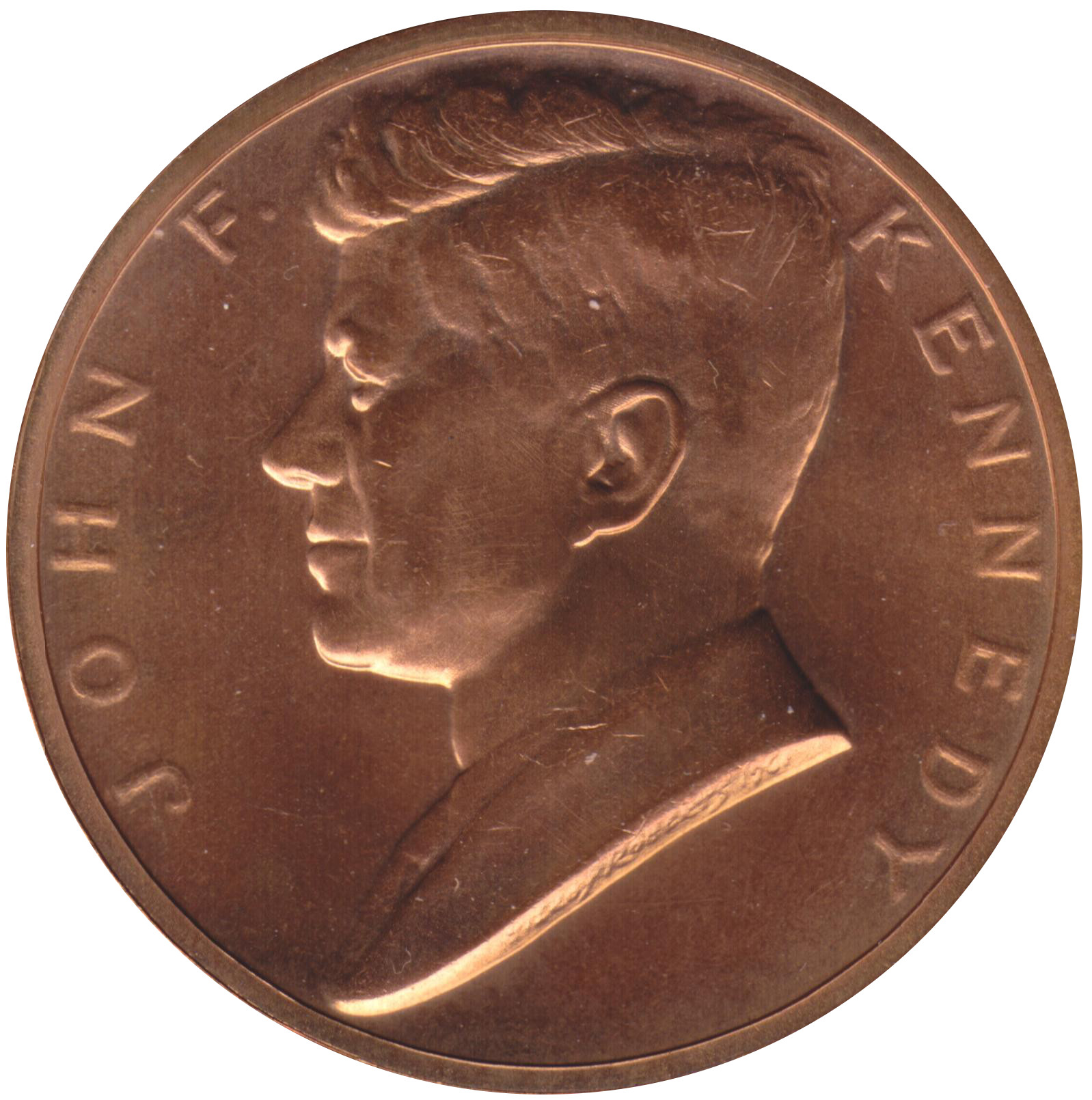
Médaille présidentielle John F. Kennedy
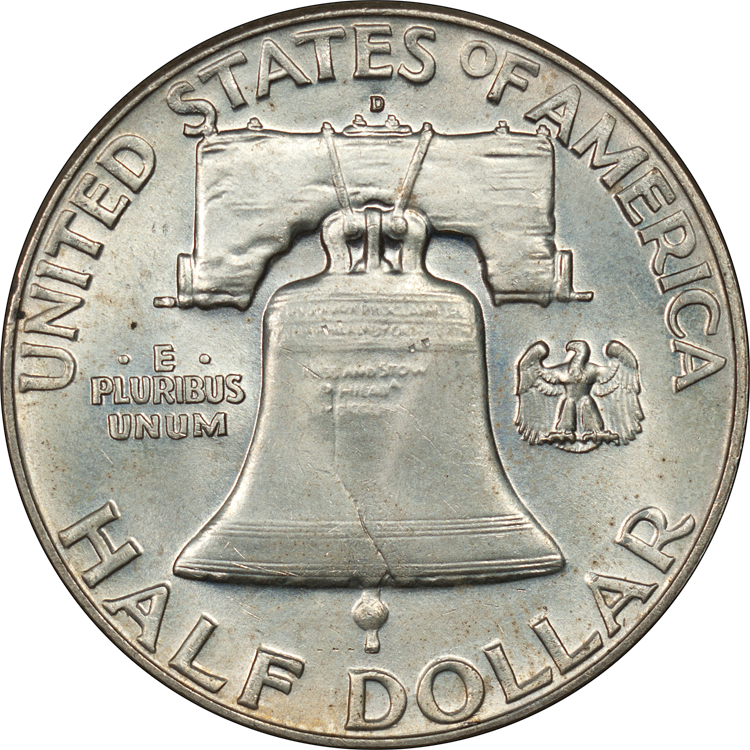
Demi-dollar Franklin, revers Cloche de la Liberté.

## Demi-dollar Kennedy

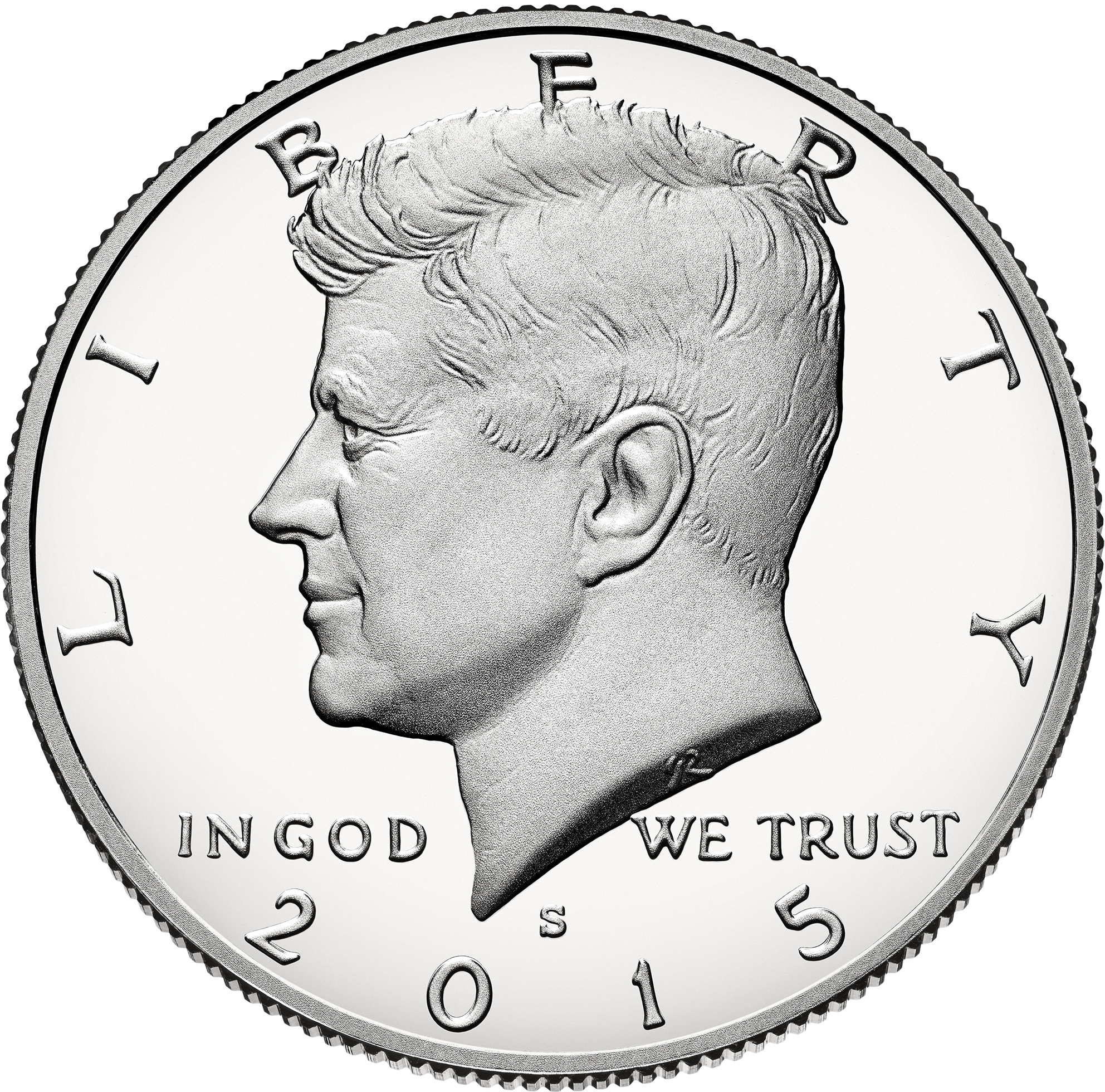
Avers du demi-dollar Kennedy.

L'assassinat de John F. Kennedy le 22 novembre 1963 est le déclencheur de la création d'une pièce en sa mémoire qui, sur décision de sa veuve, est le demi-dollar. Comme base pour le design de la nouvelle pièce, une médaille présidentielle existante est choisie, l'œuvre de Roberts lui-même (avers) et de son assistant Frank Gasparro (revers), et tous deux sont chargés d'apporter les modifications appropriées pour le dessin, pour lequel ils ont les suggestions et l'approbation de Jackie Kennedy. Cette pièce apporte beaucoup de notoriété à Roberts, car elle reste en circulation (avec différents revers) depuis 1964, et est considérée comme son œuvre culminante en tant que graveur pour la Monnaie américaine,.
Quelques mois seulement après la mise en circulation de cette pièce, Gilroy Roberts prend sa retraite de son poste de graveur en chef de la Monnaie des États-Unis le 8 octobre 1964 et est remplacé par Frank Gasparro, alors assistant. À partir de ce moment, Roberts continue à travailler comme médailleur indépendant ; peu de temps après, il devient président de la General Numismatics Corporation et entretint également des liens avec la monnaie privée The Franklin Mint, depuis sa fondation en 1964 jusqu'en 1972, au sein de laquelle il occupe des postes de direction,,. À la Franklin Mint, il conçoit et grave des pièces de monnaie pour des pays comme le Belize, les îles Vierges britanniques et le Panama.

## Retraite
Il ne prend sa retraite complète qu’en 1980, alors qu’il a 75 ans. Cependant, en 1986, l'Encyclopædia Britannica lui demande de créer une médaille qui servirait de prix Britannia ; c'est l'une de ses dernières œuvres.
Gilroy Roberts meurt le 26 janvier 1992, un an après avoir fait don de sa collection d'outils de gravure à l'American Numismatic Association. Il est enterré au cimetière Ivy Hills, à Philadelphie, avec sa femme, Lilian Sharpless Pancoast (1908-1989), qu'il épouse le 25 novembre 1927,,.